# Orazio Soricelli

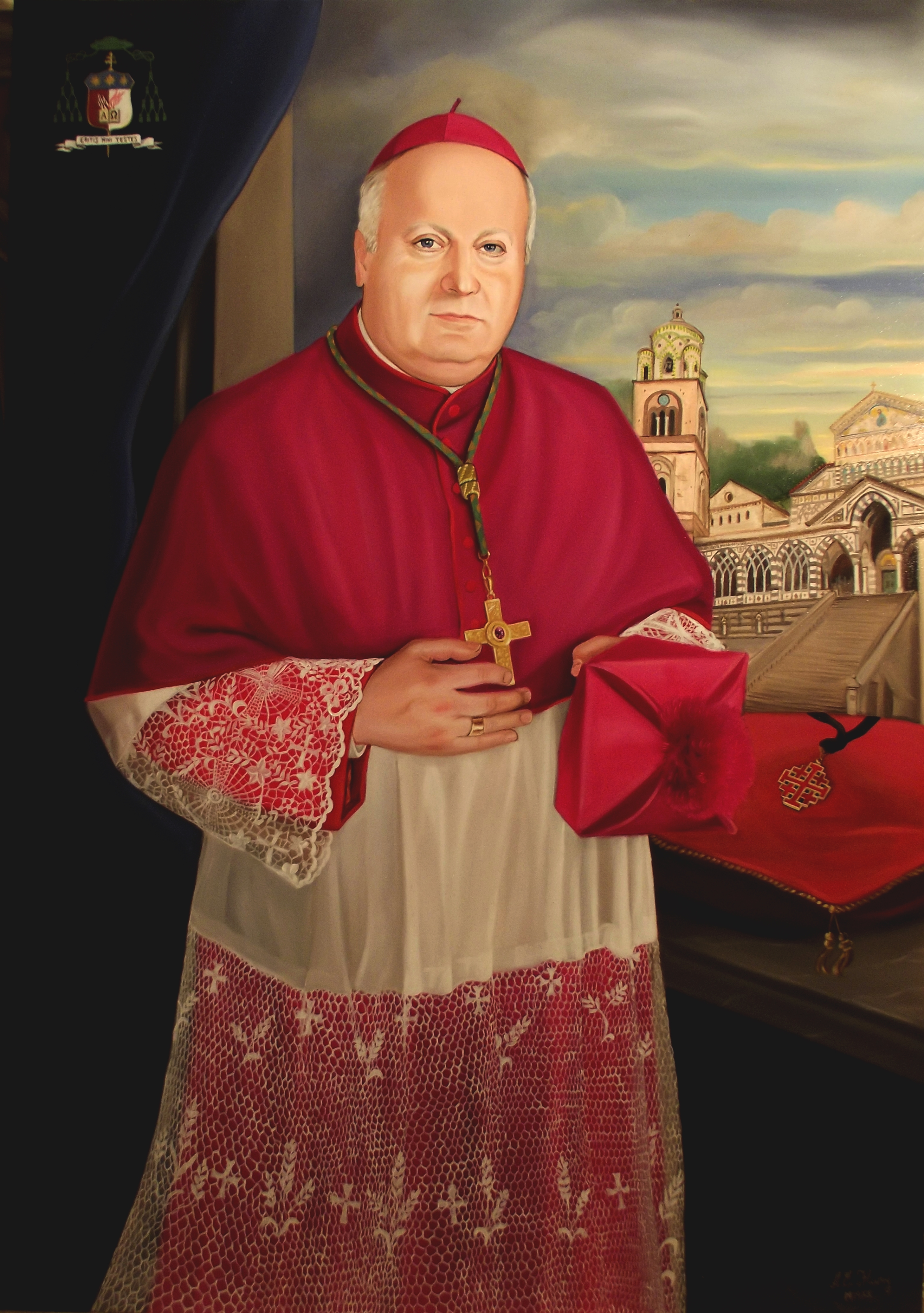
Orazio Soricelli

Erzbischofswappen von Orazio Soricelli

Orazio Soricelli (* 9. Juli 1952 in Calvi, Provinz Benevento) ist ein italienischer römisch-katholischer Geistlicher und Erzbischof von Amalfi-Cava de’ Tirreni.

## Leben
Orazio Soricelli empfing am 11. September 1976 das Sakrament der Priesterweihe.
Am 3. Juni 2000 ernannte ihn Papst Johannes Paul II. zum Erzbischof von Amalfi-Cava de’ Tirreni. Der Erzbischof von Neapel, Michele Kardinal Giordano, spendete ihm am 30. Juni desselben Jahres die Bischofsweihe; Mitkonsekratoren waren der Erzbischof von Benevent, Serafino Sprovieri, und der Bischof von Nola, Beniamino Depalma CM.
Er ist Großoffizier des Ritterordens vom Heiligen Grab zu Jerusalem und Prior der Komturei von Amalfi-Cava de Tirreni-Amalfi.